# Рожен (проход)
Вижте пояснителната страница за други значения на Рожен.
Рожен е планински проход (седловина) в Южна България в централната част на Переликско-Преспанския дял на Западните Родопи в Община Смолян, област Смолян.
Проходът е с дължина 11,2 km и с надморска височина на седловината 1436 m. Свързва долината на Чепеларска река (десен приток на Марица) на северозапад с долината на Бяла река (ляв приток на река Черна и част от басейна на Арда) на югоизток. Започва на 1350 m н.в. западно от село Проглед, при разклона за курорта Пампорово и се насочва на югоизток, нагоре по склона на Переликско-Преспанския дял на Западните Родопи. След 3,2 km се изкачва на седловината на 1436 m н.в., от където започва стъмно и с множество завои спускане по югоизточния склон на рида. След 8 km слиза в село Соколовци, където завършва на 1046 m н.в.
Седловината е заета от обширни ливади и пасища, обградени от плоски била, обрасли с иглолистна растителност. В геоморфоложко отношение тя е от карстов произход – основата ѝ е от мраморизиран варовик и представлява безотточен мраморен карстов валог. От нея в северозападна и северна посока се отклоняват мощните западнородопски ридове Чернатица и Радюва планина.
Още от древността седловината е важен проход между Горнотракийската низина и долината на река Арда и Беломорието. Сега през прохода преминава участък от 11,2 km (от km 85,9 до km 97,1) от второкласния Републикански път II-86 Пловдив – Смолян – Рудозем – ГКПП Рудозем (последната част в проект). От ляво на седловината, от североизток идва последният участък на третокласния Републикански път III-861 от Юговското ханче, град Лъки и село Джурково. Поради важното транспортно и стопанско значение на прохода пътят през него се поддържа целогодишно за преминаване на МПС.
По поляните на седловината в миналото редовно са провеждани фолклорни събори, които от няколко години са възобновени (последното издание е проведено през юли 2016). На връх Свети Дух, северно от седловината е изградена най-голямата българска обсерватория. Тя разполага с няколко телескопа, най-големият от които е с диаметър 2 m.

## Други
На Роженския проход е наречена улица в квартал „Стрелбище“ в София (Карта).

## Топографска карта
- Лист от карта K-35-74. Мащаб: 1 : 100 000.
- Лист от карта K-35-86. Мащаб: 1 : 100 000.